# Партеш (община)
Община Партеш (на сръбски: Општина Партеш, на албански: Komuna e Parteshit) е община, разположена в окръг Гниляне, Косово. Съставена е от 3 населени места, с обща площ от 28,65 км2. Административен център е село Партеш. Населението на общината според преброяването през 2011 г. е 1 787 души, от тях: 1 785 (99,88 %) сърби и 2 (0,11 %) от друга етническа група.

## География

### Населени места
Общината е съставена от 3 населени места, селата – Долна Будрига, Партеш и Пасяне.

## История
Община Партеш е нова община, образувана съгласно Закона за административните граници на общините от 20 февруари 2008 година. Дотогава трите селища са влизали в община Гниляне.

## Население
Численост на населението на населените места в общината, според преброяванията през годините:
| Населено място | Землище (в км2) | 1948  | 1953  | 1961  | 1971  | 1981  | 1991  | 2011  |
| Общо           | 28,65           | 2 717 | 3 015 | 3 318 | 4 031 | 4 266 | 4 721 | 1 787 |
| Долна Будрига  | 5,31            | 617   | 689   | 801   | 983   | 1 018 | 1 178 | 335   |
| Партеш         | 8,07            | 775   | 878   | 1 009 | 1 203 | 1 274 | 1 513 | 478   |
| Пасяне         | 15,27           | 1 325 | 1 448 | 1 508 | 1 845 | 1 974 | 2 030 | 974   |